# Meliosma antioquiensis
Meliosma antioquiensis är en tvåhjärtbladig växtart som beskrevs av Cornejo. Meliosma antioquiensis ingår i släktet Meliosma och familjen Sabiaceae. Inga underarter finns listade.